# Shōjō

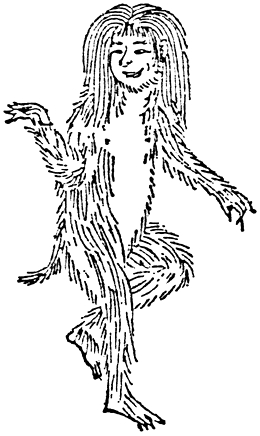
Un'immagine dello shōjō proveniente dal Wakan Sansai Zue.

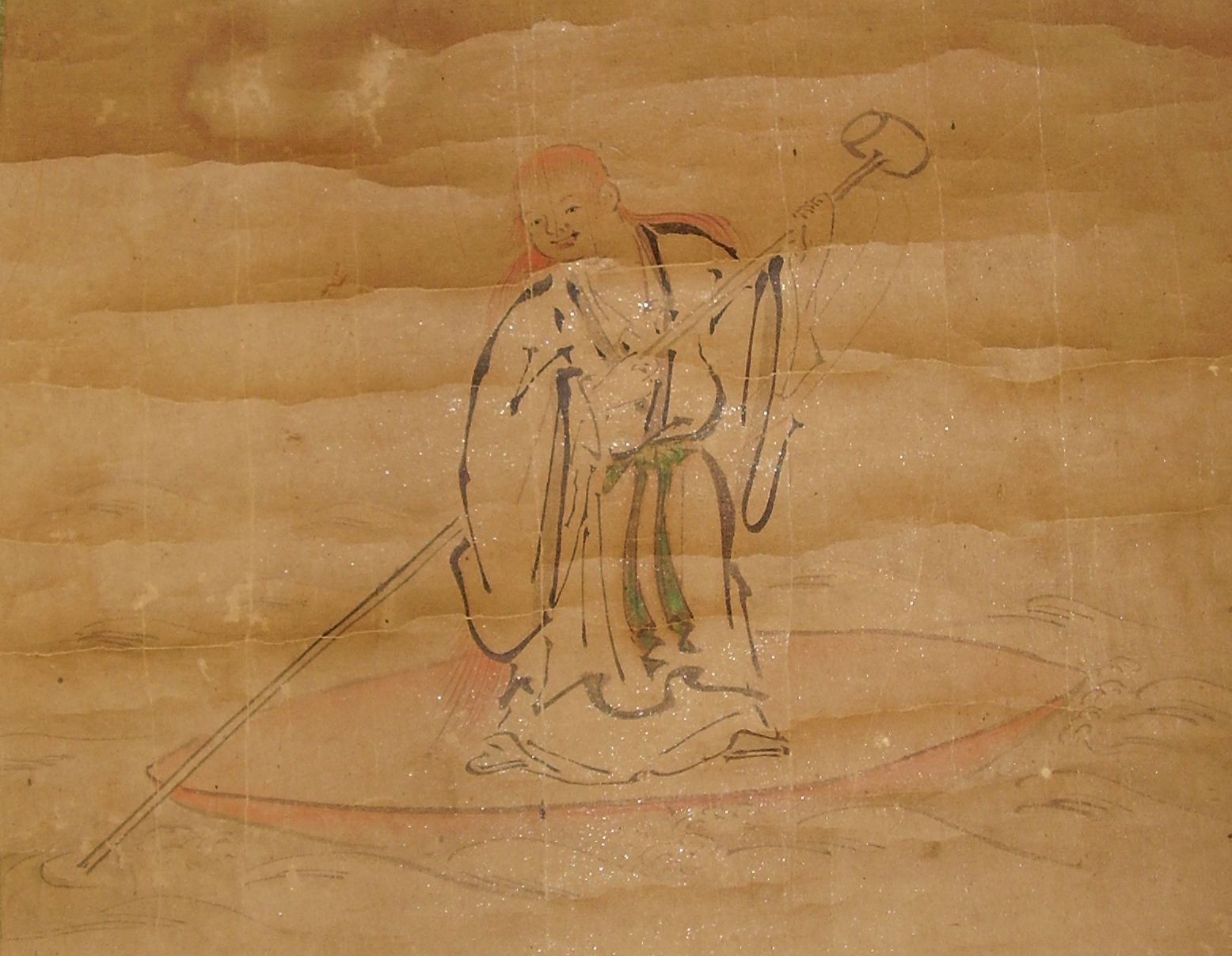
Uno shōjō in piedi su una barca usa un lungo bastone per muoversi nel mare o sakè; dettaglio da una bizzarra pittura del Periodo Edo.

Un shōjō (猩々/猩猩? lett. gran bevitore o orangotango) è uno yōkai del Mar del Giappone con un viso e dei capelli rossi ed un debole per l'alcol.
Questa leggenda ha ispirato uno spettacolo Nō omonimo, una maschera Nō per un questo personaggio e l'omino tipo di trucco per kabuki.
I caratteri cinesi utilizzati per scrivere "shōjō" sono una parola giapponese (e cinese) che significa orangotango e possono anche essere impiegati per indicare qualcuno che abbia una particolare predilezione per l'alcol.

## Origini cinesi
Creature mitologiche chiamate shēng shēng (狌狌) o "xīng xīng" (猩猩) sono menzionate in tre passaggi del Shan Hai Jing ("Libro dei monti e dei Mari"). Anne Birrell, che ha tradotto il nome come vivo-vivace, tradusse così questi passaggi:
(Libro 1--Libro dei Monti-Sud--Capitolo 1 (p. 3))
(Libro 10--Libro delle Regioni fra i mari: Sud (p. 135))
(Libro 18--Libro delle Regioni fra i mari (p. 192))
Birrell traduce i caratteri cinesi come "verde" (青, qīng), ma possono essere riferiti anche al colore che in italiano si chiama "blu", perciò l'illustratore Sun Xiao-qin (孫暁琴, Sūn Xiǎo-qín), nel Classici Illustrati:Libro dei Monti e dei Mari (经典图读山海经, Jīng Diǎn Tú Dú Shān Hǎi Jīng), ha scelto di ritrarre lo xīng xīng dell'ultimo passaggio con una pelliccia blu.
Birrell ha scritto anche la seguente nota sulla creatura:
hanno un sapore delizioso. Egli cita pure un testo del IV secolo d.C. che dà prova delle loro facoltà mentali e della loro conoscenza dei nomi umani: “Nella regione dello Yunnan, gli animali vivi-vivaci abitano nelle valli montane. Quando vedono vino e sandali lasciati all'esterno, sanno esattamente che è una trappola per loro, e, perlopiù, sanno il nome di un antenato di quella persona che ha messo la trappola e la chiamano per nome maledicendola: "Vile farabutto! Speravi di intrappolarmi!"”»
((p. 236))

## In Criptozoologia
In Criptozoologia, lo shōjō è spesso indicato come xing-xing e si crede sia un orangotango di terraferma, perché i normali oranghi vivono solo sulle isole del Borneo e di Sumatra. Bernard Heuvelmans elenca questa creatura nella sua Lista Commentata di Animali Apparentemente Sconosciuti di Cui Concerne la Criptozoologia.

## Natura, folklore e cultura di massa

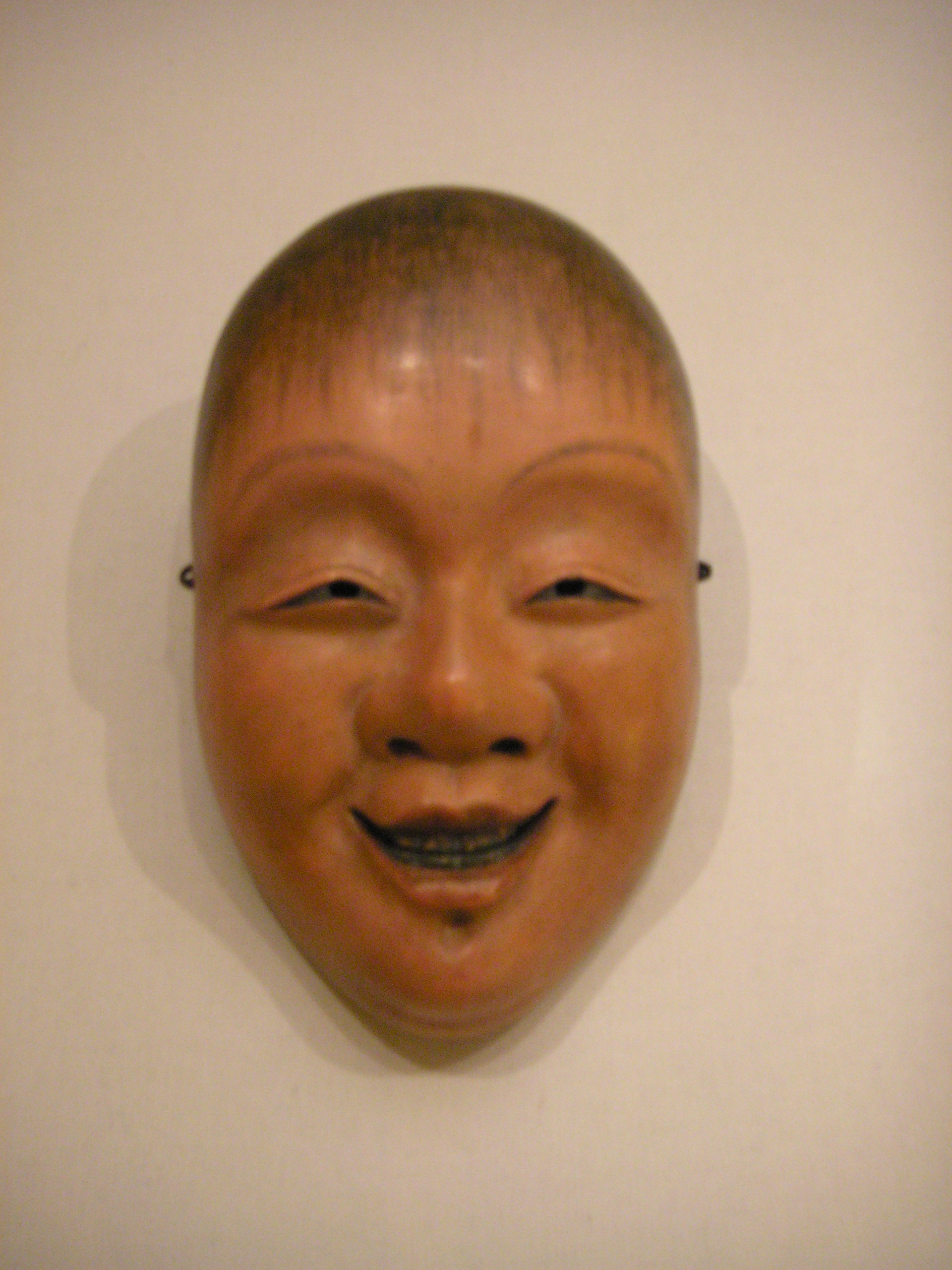
Una maschera Nō dello shōjō

C'è una storia che racconta che lo shōjō ed il sakè bianco. C'era un uomo gravemente malato il cui ultimo desiderio era di bere del liquore sake. Suo figlio andò a cercarlo nei pressi del Fuji, ma s'imbatté in uno shōjō rosso, che stava facendo una festa di bevute sulla spiaggia. Lo shōjō gli diede del sake dopo aver ascoltato la sua richiesta. Poiché il sake guarì il padre morente, il figlio tornò dallo spirito per avere altro liquore ogni giorno per cinque giorni. Un avido vicino di casa che aveva voluto il sake si ammalò dopo averlo bevuto. Costrinse il figlio a portargli lo shōjō per avere del sake benefico. Lo shōjō spiegò che il suo cuore non era puro, perciò il sake consacrato non avrebbe dato benefici, ma invece lo avrebbe avvelenato. Il vicino si pentì e lo shōjō gli diede una medicina per curarlo. Da allora cominciarono a produrre sake bianco insieme.
Diverse piante ed animali hanno la parola shōjō nel loro nome per il loro colore rosso-arancio brillante. Gli esempi includono vari aceri giapponesi, uno dei quali chiamato shōjō-no-mai (scimmia danzante dal viso rosso) o shōjō nomura (bella scimmia dal viso rosso). Alcune libellule luminose dal colore rosso-arancio sono chiamate shōjō tonbo (猩猩蜻蛉?), dette libellule dal viso rosso. Altri nomi con shōjō si riferiscono a connessioni reali od immaginarie al sake, come la mosca shōjō bae (猩猩蠅?) che tende a volare intorno al sake.
Lo spettacolo del teatro Nō, influenzato dal Kyōgen, shōjō o shōjō midare mostra uno shōjō che compra del sake, ubriacandosi e danzando estaticamente, per poi ripagare bene il venditore e riempire di nuovo e continuamente il suo bicchiere. Gli shōjō dello spettacolo sono fatti con bambole di legno (nara ningyō), che sono tra le più comuni tra le bambole derivate dal teatro Nō. Le bambole shōjō sono usate anche come rimedio tradizionale per scongiurare il vaiolo.
L'artista giapponese Kawanabe Kyōsai, che era conosciuto per il suo alcolismo e per il suo comportamento eccentrico, chiamava scherzosamente se stesso Shōjō.
Lo Shōjō è presente anche in Supernatural 7x18.